# 厄尔士山区诺伊豪森
厄尔士山区诺伊豪森（德語：Neuhausen/Erzgeb.），简称诺伊豪森（德語：Neuhausen，發音：[nɔʏˈhaʊzn̩] ⓘ），是德国萨克森州中萨克森县的市镇，面积48.09平方千米，2023年12月31日人口为2,520人。